# 香取丸
香取丸（かとりまる）は日本郵船の貨客船。

## 需要
日本郵船の欧州航路は賀茂丸級6隻の就航により船質が一新されたが、さらに増益が見込まれるために1911年（明治44年）9月に三菱合資会社三菱造船所と川崎造船所に1隻ずつ、1万500総トン級の貨客船を発注した。これが香取丸級貨客船で、「香取丸」はそのネームシップである。
船型は賀茂丸型を拡大改良したものだが、「香取丸」は左右2軸を駆動する三連成レシプロ機関とその排気を使用し中央の軸を駆動するタービンからなるというものであった。また、公室の装飾はイギリスのウエアリング・アンド・ギロー社が担当した。

## 船歴
「香取丸」は三菱合資会社三菱造船所で建造され、1911年11月5日起工。1913年（大正2年）3月30日に進水。同年9月11日に竣工し、欧州航路に就航した。
第一次世界大戦中、優秀船保護のため「香取丸」他5隻は太平洋航路に移された。
1938年（昭和13年）9月12日、「香取丸」は陸軍に徴用されるが、11月25日に一旦解傭。第二次世界大戦勃発後は基隆・神戸線で運行された。
1941年（昭和16年）10月8日、「香取丸」は陸軍に再度徴傭される。11月25日に宇品より出航し、12月2日に虎門に到着。そこで陸軍川口支隊（歩兵第百二十四連隊）主力を乗せ、英領ボルネオ攻略作戦に参加する。攻略船団は12月13日にカムラン湾より出撃し、16日にミリ、ルトン、セリアの油田施設や飛行場を占領した。「香取丸」はミリで揚陸を行った。
続いて12月22日に「香取丸」は「日蘭丸」（南洋海運、6,503トン）、「日吉丸」（吾妻汽船、4,046トン）、「北海丸」（大阪商船、8,416トン）、「第三図南丸」（日本水産、19,209トン）、「第二雲洋丸」（中村汽船、2,827トン）とともにミリからクチン攻略に向かった。23日22時40分、クチンまで5浬となったときに「香取丸」は被雷。半没状態となっていたが、24日9時15分に沈没した。0時ごろ沈没とも。乗組員は10名が行方不明となった。
「香取丸」を雷撃したのはオランダ潜水艦「K XIV」であった。
時が流れた2017年（平成29年）5月9日、海外海事ニュースの「Maritime Executive」は、マレーシア海上法令執行庁（MMEA）が拘留した中国籍の浚渫船「Chuan Hong 68（川宏68）」号に対し、インドネシア当局が「香取丸」をはじめとする沈没船などを無断でサルベージしていたと主張していることを報じた。